# Roger van Boxtel
Roger Henri Ludovic Maria van Boxtel (Tilburg, 8 febbraio 1954) è un dirigente d'azienda e politico olandese.
È stato membro della Camera dei rappresentanti olandese (Tweede Kamer) dal 30 agosto 1994 al 3 agosto 1998 e presidente del partito politico liberale D66 al Senato olandese dal 7 giugno 2011 al 9 giugno 2015.
Dal 1998 al 2002 è stato ministro per le politiche urbane e l'integrazione delle minoranze etniche. Nel 2003 ha iniziato a lavorare per l'assicurazione sanitaria a Menzis, di cui è diventato presidente del Consiglio di amministrazione nel 2004. Ha rassegnato le dimissioni a Menzis nell'aprile 2015.
Van Boxtel è stato direttore ad interim della squadra di calcio olandese AFC Ajax da novembre 2011 fino a gennaio 2012.
Il 1º agosto 2015, Van Boxtel è stato nominato amministratore delegato della Nederlandse Spoorwegen (NS, le ferrovie olandesi), il principale operatore ferroviario passeggeri nei Paesi Bassi.